# Kolańska Huta
Kolańska Huta (kaszb. Kòlańskô Hëta, niem. Lindenhof) – osada wsi Rąty w Polsce, położona w województwie pomorskim, w powiecie kartuskim, w gminie Somonino, na obszarze Kaszubskiego Parku Krajobrazowego.
W latach 1975–1998 osada administracyjnie należała do województwa gdańskiego.